# (24447) 2000 QY1
2000 كيو واي 1 (ويعرف أيضًا باسم (24447) 2000 كيو واي 1 وفق تسمية الكوكب الصغير) (بالإنجليزية: 2000 QY1)‏ هو كويكب ضمن حزام الكويكبات؛ وترتيبه 24447 من حيث الاكتشاف.
اكتُشف هذا الجُرم الفلكي بواسطة بحث لنكولن عن الكويكبات القريبة من الأرض في 24 أغسطس 2000.

## وصلات خارجية
- (24447) 2000 QY1 في قاعدة بيانات مختبر الدفع النفاث لأجرام النظام الشمسي الصغيرة

- الاكتشاف · مخطط المدار ·  العناصر المدارية · المعلمات المادية

- (24447) 2000 QY1 على موقع ويكي سكاي: DSS2, SDSS, GALEX, IRAS, Hydrogen α, X-Ray, Astrophoto, Sky Map, Articles and images